# Antoine Anselme
Pour les articles homonymes, voir Anselme.
Antoine Anselme, né à L'Isle-Jourdain en Armagnac le 13 janvier 1652, mort en son abbaye de Saint-Sever le 8 août 1737, fut un prédicateur français.

## Biographie
Très tôt surnommé « le petit prophète » pour son don de répéter à la perfection, avec force gestes, les sermons qu’il vient d’entendre, il fait ses études à Gimont puis à Toulouse avant d’y devenir prêtre. Il remporta par deux fois le prix de l'Ode de l'Académie des Jeux Floraux de Toulouse, se livra au ministère de la prédication et débuta avec tant de succès qu'il y reçut le surnom de 'Petit prophète', qu'il conserva toujours. Remarqué par le marquis de Montespan, qui le choisit comme précepteur de son fils, le marquis d’Antin, ses sermons lui apportent rapidement une solide réputation d’orateur religieux dans la capitale.
En 1681, l’Académie française le choisit pour rédiger l’introduction d’un Éloge panégyrique de Saint Louis et dès lors, se fit entendre dans toutes les paroisses de la capitale. Deux ans plus tard, il prêche à la cour, les jours de la Cène et de la Pentecôte; en 1698, il y prêcha l'Avent et le Carême, en 1709, longtemps encore il parcourut cette carrière avec éclat. Dans une de ses lettres (8 avril 1689), Madame de Sévigné remarque son intelligence, son éloquence, son charme et sa dévotion et dit de lui : « Il n'y a guère de prédicateur que je crois devoir lui préférer ».
Membre de l’Académie des Inscriptions en 1710, il se retire en 1725  à l'abbaye de Saint-Sever que lui avait donnée Louis XIV en 1699 et où il meurt en 1737. 
Ses ouvrages connaîtront un succès significatif.

## Écrits
- Recueil d’oraisons funèbres prononcées Par Messire Antoine Anselme, Abbé de S. Sever Cap de Gascogne, Prédicateur ordinaire du Roy, A Paris, chez Louis Josse, 1701, contenant les oraisons funèbres de Madame de Rohan (Marie- Éléonore de Rohan), abbesse de Malnoue (Seine-et-Marne), de Marie-Thérèse d’Autriche, de Charles de Sainte-Maure, duc de Montausier, de milord Richard Talbot, duc de Tyrconnel, vice-roi d’Irlande, d’Anne-Marie Louise d’Orléans, duchesse de Montpensier, de Gaspard de Fieubet, conseiller ordinaire du roi en son conseil d’État, chancelier de la reine…
- Quelques odes dans le Recueil de l'Académie des Jeux Floraux de Toulouse
- Panégyriques des Saints et Oraisons funèbres à Paris en 1718, 3 vols. 8°., (orné de son portrait par Simonneau)
- Sermons de l’Avent, le Carême et divers sujets, Paris, 1731, 4 vols. 8°., et Paris: J.-M. Gandoüin, 1731, 6 vols. 12°.
- Diverses dissertations publiées dans les Mémoires de l'Académie des Inscriptions entre 1724 à 1729.

## Iconographie
Le portrait d'Antoine Anselme a été peint par Hyacinthe Rigaud vers 1719 si l'on en croit la date rapportée au dos du seul exemplaire connu de la toile.
L'œuvre est également connue par une gravure de Charles Simonneau, datée de 1717 selon Hulst qui situe, quant à lui, la confection de la toile en 1713.